# Boisleux-au-Mont
Boisleux-au-Mont är en kommun i departementet Pas-de-Calais i regionen Hauts-de-France i norra Frankrike. Kommunen ligger i kantonen Croisilles som tillhör arrondissementet Arras. År 2022 hade Boisleux-au-Mont 522 invånare.

## Befolkningsutveckling
Antalet invånare i kommunen Boisleux-au-Mont
| Referens: INSEE |